# Mônica Cavalcante
Mônica Magalhães Cavalcante (24 de fevereiro de 1962 — 5 de abril de 2024) foi uma linguista brasileira conhecida por seus trabalhos em linguística textual, em particular sobre referenciação. Era doutora pela Universidade Federal de Pernambuco, onde foi orientada por Luiz Antônio Marcuschi, e professora titular da Universidade Federal do Ceará, onde atuava na graduação em Letras e no Programa de Pós-Graduação em Linguística.